# برنيسلاو تراشقيفتش

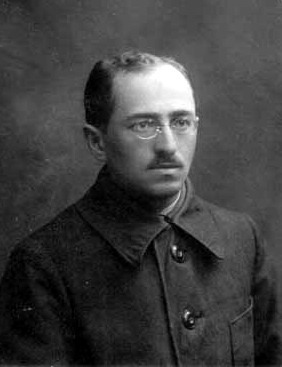
صورة ل"برنيسلاو تراشقيفتش" تعود لسنة 1910م

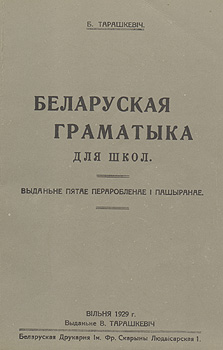
غلاف كتاب لقواعد اللغة التاراتسكييفيتسانية نشر سنة 1929 من تأليف برنيسلاو تراشقيفتش Branisłaŭ Taraškievič

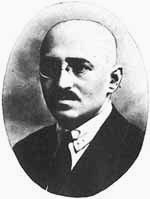
إحدى صور برنيسلاو تراشقيفتش

برنيسلاو تراشقيفتش (بالبلاروسية Браніслаў Адамавіч Тарашкевіч) من مواليد سنة 1892م، وهو شخصية بيلاروسية عامة وسياسية، ولغوي كبير، وهو مدون كتاب القواعد الهجائية للغة التاراتسكييفيتسانية الذي نشر سنة 1929م.
وهو مبتكر أو مطوِّر الأسس الأولى للغة البلاروسية الحديثة الموحدة وذلك في أوائل القرن 20.

## العمل السياسي
كان «رنيسلاو تراشقيفتش» عضوا في الحزب الشيوعي (KPZB)
Communist Party of Western Belarus في غرب روسيا البيضاء، وفي في بولندا سجن لمدة سنتين من (1928 إلى 1930). أيضا نشط كعضو نائب نادي البيلاروسية (Беларускі пасольскі клуб، Byelaruski pasol'ski KLUB)، كما شغل نائبا في البرلمان البولندي (مجلس النواب)بين سنتي 1922-1927. وقد ترجم «عموم تاديوس» (Pan Tadeusz) إلى البيلاروسية. وفي عام 1969 تم إطلاق اسم برنيسلاو تراشقيفتش على مدرسة بيلاروسية عليا للدراسات اللغوية البلاروسية في منطقة بيبسك بودلاسكي (Bielsk Podlaski).

## الوفاة
توفي رنيسلاو تراشقيفتش سنة 1930 كأحد ضحايا التطهير الأعظم في حملة قمعية للإتحاد السوفياتي ضد المعارضين السياسيين.